# Óscar Freire
Óscar Freire Gómez (Torrelavega, 15 febbraio 1976) è un ex ciclista su strada spagnolo, professionista dal 1998 al 2012.
Velocista atipico, specialista delle corse in linea di un giorno, in grado di vincere anche su percorsi vallonati e con salite di media difficoltà. In carriera ha vinto tre campionati del mondo, tre Milano-Sanremo, una Vattenfall Cyclassics, una Gand-Wevelgem, una Parigi-Tours, quattro tappe al Tour de France e sette alla Vuelta a España. Si è aggiudicato anche la maglia verde al Tour de France 2008.

## Carriera
Iniziò a gareggiare all'età di 9 anni: vinse molto nelle categorie giovanili, sei titoli regionali, ma nessuno a livello nazionale, essendo il campionato spagnolo riservato generalmente agli scalatori. Ai campionati del mondo 1997 di San Sebastián, conquistò la medaglia d'argento nella prova in linea Under-23, battuto da Kurt Asle Arvesen. Passò professionista nel 1998, dopo aver già firmato, nella stagione precedente, un contratto biennale a stipendio minimo con la Vitalicio Seguros di Javier Mínguez; il primo successo tra i pro lo ottenne nella tappa di León alla Vuelta a Castilla y León nel giugno dello stesso anno.
Fu quella l'unica vittoria in un anno e mezzo di attività, fino all'ottobre del 1999, quando a Verona, con uno scatto nell'ultimo chilometro di corsa (dopo aver resistito brillantemente sulla salita delle Torricelle), si laureò a sorpresa Campione del mondo in linea tra gli Elite. Conquistò nuovamente la maglia iridata a Lisbona nel 2001 e ancora a Verona nel 2004, eguagliando il record di mondiali vinti stabilito da Alfredo Binda, Rik Van Steenbergen, Eddy Merckx e che sarebbe stato poi uguagliato ancora solo da Peter Sagan.
Oltre ai tre titoli mondiali, il campione di Torrelavega ha dimostrato un feeling particolare con la Milano-Sanremo, alzando le braccia al cielo in ben tre edizioni della Classicissima. La prima nel 2004 beffando Erik Zabel, che stava già esultando a braccia alzate, con un poderoso colpo di reni che gli varrà una vittoria millemetrica al fotofinish; il bis nel 2007 nuovamente in volata, precedendo l'australiano Allan Davis e il belga Tom Boonen; il tris nel 2010, sempre in volata, precedendo nettamente il belga Tom Boonen e l'italiano Alessandro Petacchi.
Ha conquistato inoltre la Vattenfall Cyclassics 2006 (precedendo ancora Zabel), la Freccia del Brabante 2006 oltre che nel 2005 e 2007, la Gand-Wevelgem 2008, sua prima affermazione nelle classiche del nord e la Parigi-Tours 2010. Al Tour de France si è aggiudicato quattro tappe conquistando la maglia verde dei velocisti nell'edizione 2008. Ha vinto anche sette tappe alla Vuelta a España ma non ha mai partecipato al Giro d'Italia. Vanta diverse vittorie di tappa nella Tirreno-Adriatico, di cui ha vinto la classifica generale nel 2005, e ha ottenuto anche successi nelle corse spagnole come il Challenge de Mallorca e il Trofeo Luis Puig.
Nel 2012 dopo il mondiale di Valkenburg, nel quale si è piazzato al decimo posto, ha annunciato il suo ritiro..
Dopo il ritiro dalle corse ciclistiche, Freire si è dato all'automobilismo, in particolare ai rally, dove nell'ottobre 2017 ha partecipato al Rally di Catalogna, valevole per il campionato mondiale di rally.

## Palmarès
- 1998 (Vitalicio Seguros, una vittoria)

1ª tappa Vuelta a Castilla y León
- 1999 (Vitalicio Seguros, una vittoria)

Campionati del mondo, Prova in linea
- 2000 (Mapei-Quick Step, dieci vittorie)

Trofeo Mallorca
3ª tappa Vuelta a Aragón
4ª tappa Vuelta a Aragón
1ª tappa Tirreno-Adriatico (Sorrento)
6ª tappa Tirreno-Adriatico (Monte San Giusto)
3ª tappa Giro della Provincia di Lucca
3ª tappa Volta a la Comunitat Valenciana (Xàtiva)
1ª prova Escalada a Montjuïc
2ª tappa Vuelta a España (Cordova)
4ª tappa Vuelta a España (Albacete)
- 2001 (Mapei-Quick Step, tre vittorie)

4ª tappa Giro di Germania (Mannheim)
5ª tappa Vuelta a Burgos
Campionati del mondo, Prova in linea
- 2002 (Mapei-Quick Step, trevittorie)

Trofeo Manacor
Challenge de Mallorca
2ª tappa Tour de France (Saarbrücken)
- 2003 (Rabobank, sette vittorie)

1ª tappa Giro della Provincia di Lucca (Castelvecchio Pascoli)
2ª tappa Giro della Provincia di Lucca (Altopascio)
Classifica generale Giro della Provincia di Lucca
5ª tappa Volta Ciclista a Catalunya (Manresa)
7ª tappa Tirreno-Adriatico (San Benedetto del Tronto)
1ª tappa Vuelta a Andalucía (Cordova)
2ª tappa Vuelta a Andalucía (Huelva)
- 2004 (Rabobank, sei vittorie)

Trofeo Alcúdia
3ª tappa Tirreno-Adriatico (Isernia)
Milano-Sanremo
Trofeo Luis Puig
6ª tappa Vuelta a España (Castellón de la Plana)
Campionati del mondo, Prova in linea
- 2005 (Rabobank, sette vittorie)

Trofeo Mallorca
Trofeo Alcúdia
2ª tappa Tirreno-Adriatico (Tivoli)
3ª tappa Tirreno-Adriatico (Torricella Sicura)
4ª tappa Tirreno-Adriatico (Servigliano)
Classifica generale Tirreno-Adriatico
Freccia del Brabante
- 2006 (Rabobank, sette vittorie)

3ª tappa Tirreno-Adriatico (Paglieta)
Freccia del Brabante
4ª tappa Vuelta al País Vasco (Lerín > Vitoria-Gasteiz)
7ª tappa Tour de Suisse (Ascona)
5ª tappa Tour de France (Caen)
9ª tappa Tour de France (Dax)
Classica di Amburgo
- 2007 (Rabobank, nove vittorie)

Trofeo Mallorca
Milano-Sanremo
2ª tappa Vuelta a Andalucía (Vegas del Genil > Cazorla)
5ª tappa Vuelta a Andalucía (Écija > Antequera)
Classifica finale Vuelta a Andalucía
Freccia del Brabante
2ª tappa Vuelta a España (Santiago di Compostela)
5ª tappa Vuelta a España (Reinosa)
6ª tappa Vuelta a España (Logroño)
- 2008 (Rabobank, sei vittorie)

1ª tappa Tirreno-Adriatico (Civitavecchia)
4ª tappa Tirreno-Adriatico (Civitanova Marche)
6ª tappa Tirreno-Adriatico (Castelfidardo)
Gand-Wevelgem
14ª tappa Tour de France (Digne-les-Bains)
11ª tappa Vuelta a España (Burgos)
- 2009 (Rabobank, due vittorie)

2ª tappa Tour de Romandie (La Chaux-de-Fonds)
5ª tappa Tour de Romandie (Ginevra)
- 2010 (Rabobank, sette vittorie)

Trofeo Cala Millor
2ª tappa Vuelta a Andalucía (Villa de Otura > Cordova)
3ª tappa Vuelta a Andalucía (Marbella > Benahavís)
Milano-Sanremo
1ª tappa Vuelta al País Vasco (Zierbena)
2ª tappa Vuelta al País Vasco (Zierbena > Viana)
Parigi-Tours
- 2011 (Rabobank, due vittorie)

4ª tappa Vuelta a Andalucía (La Guardia de Jaén > Cordova)
5ª tappa Vuelta a Andalucía (Cordova > Antequera)
- 2012 (Katusha, due vittorie)

4ª tappa Tour Down Under (Tanunda)
4ª tappa Vuelta a Andalucía (Montemayor > Las Gabias)

### Altri successi
- 1999

Memorial Jacinto González de Heredia-Vitoria (Criterium)
L'Hospitalet de Llobregat (Criterium)
Memorial Isabel Clavero-Barrio de Luche (Criterium)
- 2000 (Mapei-Quick Step)

Classifica punti Vuelta a Aragón
Valencia (Criterium)
Ibiza (Criterium)
- 2001 (Mapei-Quick Step)

Classifica punti Vuelta a Burgos
Critérium de la Asociación de Ciclistas Profesionales-Ibiza (Criterium)
Memorial Isabel Clavero (Criterium)
- 2002 (Mapei-Quick Step)

Graz (Criterium)
Innsbruck (Criterium)
- 2004 (Rabobank)

Classifica punti Giro del Lussemburgo
Amstel Curaçao Race (Kermesse)
Critérium de la Comunidad Valenciana (Criterium)
- 2005 (Rabobank)

Classifica punti Tirreno-Adriatico
- 2006 (Rabobank)

Profondre van Wateringen (Criterium)
Draai van de Kaai (Criterium)
Profronde van Heerlen (Criterium)
- 2007 (Rabobank)

Classifica punti Vuelta a Andalucía
- 2008 (Rabobank)

Classifica a punti Tour de France
Acht van Chaam (Criterium)
Diksmuide (Criterium)
Gouden Pijl Emmen (Criterium)
- 2011 (Rabobank)

Classifica a punti Vuelta a Andalucía

## Piazzamenti

### Grandi Giri
- Tour de France

2002: non partito (8ª tappa)
2003: 96º
2006: non partito (18ª tappa)
2007: non partito (7ª tappa)
2008: 69º
2009: 99º
2010: 141º
2012: non partito (7ª tappa)
- Vuelta a España

2000: ritirato (8ª tappa)
2001: non partito (15ª tappa)
2002: ritirato (9ª tappa)
2004: ritirato (12ª tappa)
2007: non partito (10ª tappa)
2008: non partito (13ª tappa)
2009: ritirato (13ª tappa)
2010: non partito (15ª tappa)
2011: ritirato (8ª tappa)

### Classiche monumento
- Milano-Sanremo

2000: 3º
2002: 5º
2003: 7º
2004: vincitore
2005: 5º
2006: 6º
2007: vincitore
2008: 8º
2010: vincitore
2011: 94º
2012: 7º
- Giro delle Fiandre

2003: 30º
2004: 24º
2007: 49º
2008: 40º
2012: 12º
- Liegi-Bastogne-Liegi

2002: 22º
2003: 36º
2004: 14º
2005: 96º
2006: 14º
2007: 78º
2008: 11º
2009: 14º
2010: ritirato
2011: 15º
2012: 24º
- Giro di Lombardia

1999: ritirato
2000: 13º
2001: 21º
2002: 26º
2003: 49º
2004: ritirato
2007: ritirato
2010: ritirato

### Competizioni mondiali
- Campionati del mondo

San Sebastián 1997 - In linea Under-23: 2º
Valkenburg 1998 - In linea: 17º
Verona 1999 - In linea: vincitore
Plouay 2000 - In linea: 3º
Lisbona 2001 - In linea: vincitore
Zolder 2002 - In linea: 156º
Hamilton 2003 - In linea: 9º
Verona 2004 - In linea: vincitore
Stoccarda 2007 - In linea: 14º
Varese 2008 - In linea: 39º
Mendrisio 2009 - In linea: 15º
Melbourne 2010 - In linea: 6º
Copenaghen 2011 - In linea: 9º
Valkenburg 2012 - In linea: 10º
- Giochi olimpici[6]

Sydney 2000 - In linea: 17º
Atene 2004 - In linea: ritirato
Pechino 2008 - In linea: ritirato

## Riconoscimenti
- Medaglia d'oro della Città di Torrelavega nel 2001
- Sindaco onorario della Città di Torrelavega nel 2004
- Mendrisio d'Oro del Velo Club Mendrisio nel 2004
- Nastro giallo nel 2010
- Inserito nella Top ten sprinters of all time della rivista Cyclingnews nel 2011[7]
- Il 27 gennaio 2013 ha ricevuto il 12º premio "BICI AL CHIODO" a Campagnola Emilia dall'Associazione Nazionale Ex Corridori Ciclisti, www.labicialchiodo.com